# Kataeb Hezbolá
Kataeb Hezbolá o Kataeb Hezbollah (en árabe: كتائب حزب الله‎, lit. 'Brigadas del Partido de Dios'), oficialmente llamado Movimiento de Resistencia Islámica de Irak y por su ubicación geográfica denominado muchas veces el Hezbolá Iraquí, es un grupo paramilitar chiita iraquí. Participó activamente en la guerra civil iraquí. Durante la Segunda Guerra del Golfo, el grupo luchó contra la Fuerza Multinacional Irak.
Kata'ib Hizballah es considerada una organización terrorista por el gobierno de los Estados Unidos desde 2009. Los gobiernos del Japón y los Emiratos Árabes también lo consideran terrorista.

## Historia
La milicia fue fundada en 2003 por Abu Mahdi al-Muhandis (Jamal Jafaar Mohammed Ali Ebrahimi) para luchar contra las tropas estadounidenses desplegadas en el país para combatir en la Segunda Guerra del Golfo. Sus fundadores pertenecían al movimiento político Organización Badr.
El 15 de junio de 2014, se une a otras milicias formando las Fuerzas de Movilización Popular, aunque manteniendo cierta autonomía. Su objetivo era vencer al Estado Islámico en los territorios que han ocupado en Irak.
A pesar de centrarse en Irak, Kataeb Hezbollah también ha hecho incursiones a Siria para apoyar al bando del presidente Bashar al-Ásad contra el Estado Islámico. En este país se ha coordinado con otras fuerzas extranjeras, el Hezbollah libanés, y ha sido apoyado por Rusia.